# × Pyraria irregularis
× Pyraria irregularis là loài thực vật có hoa trong họ Hoa hồng. Loài này được (Knoop) C.K. Schneid. miêu tả khoa học đầu tiên năm 1906.